# Alcalá d'o Bispe
Alcalá d'o Bispe (en castellà Alcalá del Obispo, oficialment Alcalá del Obispo-Alcalá d'o Bispe) és un municipi aragonès situat a la província d'Osca i enquadrat a la comarca de la Foia d'Osca.

## Entitats de població
El municipi agrupa els nuclis següents:
- Fañanás. Està situat a 499 metres d'altitud. L'any 2009 tenia 129 habitants.[3] Entre Fañanás i Siétamo està ubicat el castell d'Abrisén. Les primeres notícies del castell daten del segle xi.[4]
- Ola. Està situat a 511 metres sobre el nivell del mar. L'any 1991 el llogaret tenia 28 habitants. L'església és dedicada a la Santa Creu.[5]
- Pueyo de Fañanás. Situat prop del riu Guatizalema[6] i dalt d'un turó a 487 metres d'altitud. Tenia 101 habitants l'any 1991.[7]